# Sonic Mania
Sonic Mania (с англ. — «Соник: Мания») — компьютерная игра серии Sonic the Hedgehog в жанре платформера, разработанная Кристианом Уайтхедом и студиями Headcannon и PagodaWest Games и изданная компанией Sega для платформ PlayStation 4, Xbox One, Switch и PC-совместимых компьютеров под управлением Windows летом 2017 года. Через год состоялся выпуск расширенного издания игры под названием Sonic Mania Plus. В 2024 году, Netflix Games выпустит порт DLC-версии Plus на мобильных устройствах Android и iOS.
Игровой процесс и визуальный стиль Sonic Mania схожи с первыми частями серии для приставки Mega Drive/Genesis. По сюжету ёж Соник, лис Тейлз и ехидна Наклз обнаружили на острове Ангелов мощный источник энергии — Рубин Иллюзий, который позволяет контролировать время и пространство, однако доктор Эггман вместе со своими роботами Hard Boiled Heavies добрались до него первыми, чтобы использовать камень в целях захвата мира. Герои собираются предотвратить коварные планы злодеев. Игроку предстоит проходить различные уровни, среди которых есть как старые зоны из первых частей серии, так и совершенно новые. Среди игровых персонажей доступны Соник, Тейлз и Наклз, каждый из которых обладает своими уникальными способностями и особенностями прохождения зон.
Платформер был приурочен к 25-летнему юбилею серии Sonic the Hedgehog. Разработчики поставили перед собой цель — воссоздать оригинальный геймплей классических игр серии, при этом добавив новые возможности и улучшения. Игровая пресса преимущественно положительно оценила Sonic Mania. Критикам понравилась увлекательная игровая механика, унаследованная от первых частей серии, красочный дизайн зон и музыкальное сопровождение. К недостаткам была отнесена высокая сложность прохождения.

## Игровой процесс
Sonic Mania является жанровым платформером, выполненным в двухмерной графике. Игроку предстоит пройти уровни, называемые зонами, каждая из которых разделена на два акта и заполнена различными врагами-роботами, называемыми бадниками (англ. Badnik). Большая часть зон заимствована из старых частей серии, например «Green Hill» из Sonic the Hedgehog и «Stardust Speedway» из Sonic the Hedgehog CD, но также есть и оригинальные, сделанные специально для игры, например «Studiopolis» (на илл.) и «Mirage Saloon». На каждый акт даётся десять игровых минут: если игрок не успевает пройти акт за отведённое время, его персонаж погибает. В конце акта подводится счёт по набранным очкам, которые даются за каждого уничтоженного робота и увеличиваются в зависимости от числа имеющихся у персонажа колец и затраченного на прохождение времени. Персонаж игрока атакует врагов, сворачиваясь в клубок в прыжке, либо с помощью приёма spin dash, разгоняясь на месте и атакуя скоростным ударом в перекате. Во время прохождения персонаж собирает золотые кольца, служащие защитой от врагов, а при сборе 100 штук дающие дополнительную жизнь. Если игроку будет нанесён урон, то он потеряет все кольца, без которых персонаж гибнет при повторном попадании со стороны врага. Выпавшие после получения урона кольца можно собрать, но только в течение нескольких секунд и не более 20 штук. На уровнях также разбросаны игровые бонусы, хранящиеся в специальных мониторах — например, временная неуязвимость, дополнительная жизнь и три вида щитов, притягивающих кольца или защищающих от огня и воды, и которые могут взаимодействовать с различными объектами уровней, например огненный щит может поджечь нефть. После каждого первого акта происходит сражение с мини-боссом, а в конце второго акта происходит битва с основным, более сильным боссом; ими могут быть как роботы-приспешники доктора Эггмана, Hard Boiled Heavies, так и сам Эггман.
Sonic Mania можно пройти тремя разными персонажами: Соником вместе с Тейлзом, только Соником, только Тейлзом или же Наклзом, предварительно выбрав в меню. Каждый персонаж обладает уникальными способностями. Соник способен быстро атаковать врага с помощью сворачивания в шар после приземления (drop dash). При наличии одного из трёх щитов (водяного, огненного или электрического) ёж обретает другие способности — например, будучи за огненными щитом он может совершить резкий рывок в сторону во время прыжка. Тейлзу такие особенности щитов недоступны, зато его основной способностью является возможность летать — благодаря тому, что имеет два хвоста и вращает ими, как пропеллерами. Если действие происходит в воде, он таким же образом может плавать, однако в любом случае по прошествии десяти секунд Тейлз устаёт и будет вынужден снижаться. Лисёнок способен в полёте удерживать на себе Соника и доставлять его в те места, которых тот не сможет достичь сам. Под водой такой приём не работает, поскольку для плавания Тейлз использует все четыре лапы. Наклзу так же, как и Тейлзу, способности щитов недоступны, однако его отличительной способностью является планирующий полёт, во время которого он постепенно теряет высоту. В полёте Наклз способен атаковать врагов благодаря своим кастетообразным перчаткам. Если персонаж налетает на стену, то он цепляется за неё и может карабкаться по ней вверх и вниз. Простым касанием Наклз может разбивать некоторые препятствия из камней, которые Соник и Тейлз либо не в силах устранить, либо способны разбить только при помощи приёма spin dash. На игровом процессе за Наклза сказывается то, что он уступает Сонику и Тейлзу в скорости и высоте прыжка. Кроме того, строение уровней при игре за Наклза заметно отличается от игры за Соника и Тейлза.
Кроме основных уровней, в игре присутствуют другие режимы, открываемые сбором медалей на «Bonus Stage». В «Time Attack» игроку нужно для всех трёх персонажей на обоих актах каждой зоны установить рекорды времени, которые можно сверять с рекордами других игроков по сети; боссы в этом режиме отсутствуют. «Competition» является многопользовательским режимом на двух игроков, использующем технологию разделённого экрана и представляющем собой гонки — победителем является тот участник, который первым добежал до таблички в конце уровня; в этом режиме отсутствуют боссы, а также есть мониторы с телепортом, при сбивании которых игроки меняются местами. В меню «Extras» присутствуют три режима: «Blue Spheres», «Mean Bean» и «D.A. Garden». В «Blue Spheres», как и в бонусных этапах, необходимо собирать синие сферы и не попадаться на красные; возможна игра в оригинальной версии, и в версии для Sonic Mania. «Mean Bean» предлагает возможность игры против компьютера или второго игрока и пять уровней сложности, а сам геймплей аналогичен игре Dr. Robotnik’s Mean Bean Machine. В «D.A. Garden» можно прослушать музыку из игры. В режиме прохождения игры без сохранения есть продолжения при потери всех жизней, которые можно заработать на бонусных уровнях, а также присутствуют три различных функции. «Debug Mode» позволяет устанавливать различные игровые элементы и свободно перемещаться по уровням. «Sonic Ability» позволяет помимо drop dash выбрать такие способности Сонику, как Peel-Out из Sonic the Hedgehog CD, позволяющую быстро разгоняться на месте для достижения высокой скорости, и insta-shield из Sonic the Hedgehog 3 и Sonic & Knuckles, позволяющую делать резкое вращение в прыжке, увеличивая радиус атаки для поражения врага и при этом не касаясь его. «& Knuckles» включает в напарники Наклза, независимо от того, за какого персонажа ведётся игра, а прохождение за Наклза с включённой данной опцией открывает секретную концовку.

### Бонусные уровни
В Sonic Mania существуют два особых этапа — «Bonus Stage» и «Special Stage». Чтобы попасть в «Bonus Stage», игрок должен собрать на основном уровне 25 колец, включить контрольный столб и запрыгнуть в появившийся над ним круг звёздочек. «Bonus Stage» аналогичен «Special Stage» из игр Sonic the Hedgehog 3 и Sonic & Knuckles — он выполнен в псевдо-трёхмерной графике и представляет собой замкнутую шарообразную поверхность с синими и красными сферами. Игрок должен собрать все синие сферы, не наступив ни на одну красную — в противном случае этап заканчивается поражением. При этом на месте каждой собранной синей сферы возникает красная. Игрок должен стараться собирать сферы как можно быстрее, потому что персонаж движется по уровню непрерывно и его скорость постепенно увеличивается. Если игрок собрал все синие сферы, ему достаётся приз — серебряная или золотая медаль, наличие которых открывает доступ к различным режимам и функциям игры. Кроме синих и красных сфер, в «Bonus Stage» присутствуют прозрачные сферы с красной звездой, отталкивающие игрока, а также жёлтого цвета, которые катапультируют персонажей на дальние расстояния, позволяя им пролетать над целыми полями других шаров. Кроме того, на данных этапах есть кольца, которые либо разбросаны по полю, либо образуются на месте поля из синих сфер, если собрать их по кругу. Именно сбор всех колец на «Bonus Stage» позволяет получить золотую медаль. В режиме «Blue Spheres» в версии для Sonic Mania присутствуют дополнительные сферы: зелёные, которые при их сборе становятся синими, и фиолетовые, которые телепортируют персонажа на другую такую сферу на этапе.
«Special Stage» выполнены в трёхмерной графике и представляют собой замкнутую локацию с большим количеством поворотов. В них можно попасть через большие телепортационные кольца, спрятанные в различных местах на основных уровнях игры, и которые также ранее появились в Sonic the Hedgehog 3 и Sonic & Knuckles. В «Special Stage» игрок должен догнать НЛО с Изумрудом Хаоса. Изначально имеется некоторое количество колец, которые ежесекундно тратятся; пополнять кольца можно, собирая их по пути, но если счётчик колец обнулится, засчитывается поражение, и игра на специальном этапе заканчивается. Также специальный этап будет проигран, если упасть в пропасть. Помимо колец, на специальном этапе есть сферы синего и жёлтого цветов, которые позволяют повысить скорость бега, чтобы скорее догнать НЛО. При столкновении с шипами персонаж замедляется и теряет некоторое количество колец. Если игрок догонит НЛО, то получит Изумруд Хаоса, коих всего семь. Наличие Изумрудов Хаоса позволяет персонажу обретать Супер-форму, при которой он окрашен в золотой цвет, а также становится более быстрым, прыгучим и неуязвимым к атакам врагов. Сбор всех Изумрудов Хаоса при игре за Соника открывает финальную битву «Egg Reverie» с лидером Hard Boiled Heavies и Эггманом.

## Сюжет

### Режим «Mania»
Вскоре после событий Sonic & Knuckles злодей доктор Эггман решает отомстить главным героям — Сонику, Тейлзу и Наклзу — за поражение и разрушение своей космической станции «Death Egg». В это время Соник и Тейлз обнаружили энергетический сигнал, идущий с острова Ангелов. Этим источником сигнала является мистический камень Рубин Иллюзий (англ. Phantom Ruby), сила которого способна контролировать пространство и время. Герои прилетают на остров на самолёте «Торнадо». Однако, неожиданно для них, а также для находившегося на острове Наклза, хранителя Главного Изумруда (англ. Master Emerald), роботы Эггмана добрались до камня раньше, и с его помощью переместили Соника, Тейлза и Наклза в «Green Hill». Кроме того, сила Рубина Иллюзий наделила каждого робота большой силой и уникальными способностями, и они превратились в Hard Boiled Heavies (HBH). Вместе друзья решают помешать злым планам Эггмана и HBH по захвату мира.
Герои проходят различные зоны, попутно сражаясь с бадниками, Эггманом, а также командой роботов HBH, в состав которых входят Heavy Gunner, Heavy Shinobi, Heavy Magician, Heavy Rider и Heavy King (лидер HBH). Во время приключений сила Рубина Иллюзий, захваченного Эггманом, периодически перемещает героев в различные локации и в разное время. Эггман также решил взять контроль над Маленькой планетой (англ. Little Planet), переместив её на остров Ангела с помощью рубина и запрограммировав Метал Соника на захват планеты, однако Соник с Тейлзом уничтожают робота, генераторы и голограмму Метал Соника. Heavy King, помимо прочего, решает захватить Главный Изумруд для увеличения своей мощи, однако в алтарь в это время прибывает Наклз, который, вспоминая кражу камня Эггманом, сражается с роботом и не даёт во второй раз забрать Изумруд. Когда герои расправились с большинством роботов HBH и машинами Эггмана, Heavy King предаёт доктора и решает забрать Рубин Иллюзий себе, после чего обретает ещё больше силы, превратившись в Phantom King. В это время Соник с помощью силы собранных Изумрудов Хаоса становится Супер Соником и сражается со злодеями. Победив Phantom King и Эггмана, Соник теряет все Изумруды Хаоса и вместе с Рубином Иллюзий затягивается в портал, который был открыт силой камня, а Тейлз и Наклз, находящиеся на острове Ангела, видят, как освобождённая Маленькая планета исчезает.
Дальнейшее развитие сюжета происходит в следующей игре серии — Sonic Forces.

## Разработка и выход игры
Разработка платформера началась в 2015 году. Созданием Sonic Mania занимались студии Headcannon и PagodaWest Games, в команду которых входят фанаты Соника во главе с программистом Кристианом Уайтхедом, работавшим ранее над переизданием игры Sonic CD 2011 года. В команду разработчиков также входит программист Саймон Томли, который помогал Уайтхеду с портированием игр Sonic the Hedgehog и Sonic the Hedgehog 2 на устройства на iOS и Android. Продюсером проекта выступила Лола Сираиси. Геймдизайнером и художником являются соответственно Яред Касл и Том Фрай; над анимированными видеороликами работал Тайсон Гессе, один из художников комиксов Sonic the Hedgehog от компании Archie Comics. Через несколько месяцев после начала разработки, Уайтхед показал продюсеру серии Sonic the Hedgehog, Такаси Иидзуке, прототип будущей игры с названием Sonic Discovery, которое вскоре сменилось на Sonic Mania, и, таким образом, проект стал официальным продуктом, за издание которого ответственна компания Sega. Иидзука был взволнован увиденным потенциалом и предложил в игре, которая основана на классических частях серии, использовать старые зоны с такими изменениями, чтобы уровни ощущались новыми. Он описал Sonic Mania как «страсть», родившуюся от любви фанатов к классическим играм серии Sonic the Hedgehog.
В Sonic Mania разработчики использовали те же игровой процесс, механику и визуальное оформление, которые были в эпоху первых частей серии на Mega Drive/Genesis, а среди уровней есть как улучшенные старые зоны из классических игр, так и совершенно новые, причём некоторые из них, например «Mirage Saloon», были вдохновлены неиспользованными прототипами зон из ранних игр серии, такими как «Dust Hill» из Sonic the Hedgehog 2 и «Desert Dazzle» из Sonic the Hedgehog CD. Для игры был выбран движок Retro Engine, использованный в портированных версиях классических игр серии на мобильные устройства. В графике игры, которая, по словам Иидзуки, является переходной между эпохами Mega Drive и Saturn, сочетается 2D с отдельными 3D-моделями для отображения некоторых объектов, а также особых уровней, которые были вдохновлены таковыми в Sonic Rush и Sonic Colors. Кроме того, в Sonic Mania использованы отсылки к большому количеству старых игр серии и другие режимы из них, например Меха Соник из 8-битного Sonic the Hedgehog 2 и головоломка из Dr. Robotnik’s Mean Bean Machine.
Анонс Sonic Mania состоялся 23 июля 2016 года, когда игра была продемонстрирована вместе с Sonic Forces (тогда ещё известном как Project Sonic 2017) на мероприятии Sonic Party на Comic-Con в городе Сан-Диего, где поигравшим в Sonic Mania выдавалось рекламное руководство по игре. Изначально разработчики сообщили, что Sonic Mania выйдет на консолях PlayStation 4, Xbox One и на персональных компьютерах под управлением Windows. Тем не менее, 12 января 2017 года была подтверждена версия игры для приставки Nintendo Switch, с разработкой которой помогала студия Tantalus Interactive. Sonic Mania демонстрировалась на выставке Electronic Entertainment Expo 2017.
13 сентября 2016 года стало известно о выходе коллекционного издания Sonic Mania, которое доступно по предварительному заказу первоначально в Северной Америке, а после и в Европе, и включает в себя металлическую коллекционную карточку с кодом на загрузку игры, фигурку Соника, стоящего на приставке Sega Genesis с проигрыванием звука её включения, и картридж с золотым кольцом. Данное издание было прорекламировано в трейлере, который был стилизован под рекламу Sega 1990-х годов; в рекламе снимались арт-директор Sonic Team Кадзуюки Хосино и менеджер американского подразделения Sega Аарон Уэббер.
Первоначально релиз Sonic Mania должен был состоятся во втором квартале 2017 года, но в итоге игра была выпущена 15 августа 2017 года на консолях PlayStation 4, Xbox One и Switch. Выход же версии для персональных компьютеров под управлением Windows был перенесён на 29 августа, когда платформер стал доступен в сервисе цифровой дистрибуции Steam, но в качестве компенсации разработчики дали в подарок игрокам, оформившим предварительный заказ на Sonic Mania, бесплатную Sonic the Hedgehog 1991 года.
17 июля 2018 года вышло расширенное издание игры Sonic Mania Plus (Encore DLC). Она вышла на физических носителях для приставок PlayStation 4, Xbox One и Nintendo Switch. В комплекте имелись артбук на 32 листа, хромированная обложка и арт обложки в стиле обложек Mega Drive. В самой же игре были добавлены два играбельных персонажа из SegaSonic the Hedgehog — броненосец Майти и летучая белка Рэй —, новый режим и новый Special Stage.

## Музыка
Над музыкальным сопровождением Sonic Mania работал композитор Ти Лопес из студии PagodaWest Games, он же занимался и аранжировкой старых мелодий. Над открывающей музыкальной темой игры «Friends» работала группа Hyper Potions. По словам Ти Лопеса, при создании саундтрека к Sonic Mania, он был вдохновлён музыкальными композициями 90-х годов.
26 июня 2017 года стало известно, что оригинальный саундтрек Sonic Mania выйдет на виниловых пластинках и в цифровом виде, а уже в июле стал доступен предварительный заказ альбома. Этот альбом был выпущен 9 сентября 2017 года под лейблом Data Discs в стандартном, а также ограниченном издании с уникальной расцветкой, концепт-артами, работами художников и кодом на загрузку цифровой версии игровой музыки с потерями или без потерь качества.
| №                   | Название                                          | Длительность |
| ------------------- | ------------------------------------------------- | ------------ |
| 1.                  | «Discovery» (Title Screen Theme)                  | 0:17         |
| 2.                  | «Lights, Camera, Action!» (Studiopolis Act 1)     | 3:07         |
| 3.                  | «Wildstyle Pistolero» (Mirage Saloon Act 1 K Mix) | 2:11         |
| 4.                  | «Tabloid Jargon» (Press Garden Act 1)             | 2:37         |
| 5.                  | «Danger on the Dance Floor» (Mini Boss Theme)     | 2:07         |
| 6.                  | «Built to Rule» (Titanic Monarch Act 1)           | 2:28         |
| 7.                  | «Dimension Heist» (Special Stage)                 | 2:36         |
| 8.                  | «Ruby Delusions» (Eggman Boss Theme 1)            | 2:19         |
| 9.                  | «Comfort Zone» (Main Menu)                        | 1:32         |
| 10.                 | «Prime Time» (Studiopolis Act 2)                  | 2:24         |
| 11.                 | «Blossom Haze» (Press Garden Act 2)               | 2:10         |
| 12.                 | «Rogues Gallery» (Mirage Saloon Act 2)            | 2:28         |
| 13.                 | «Hi-Spec Robo Go!» (Hard Boiled Heavies Theme)    | 1:48         |
| 14.                 | «Skyway Octane» (Mirage Saloon Act 1 ST Mix)      | 2:12         |
| 15.                 | «Steel Cortex» (Titanic Monarch Act 2)            | 3:09         |
| 16.                 | «Ruby Illusions» (Final Boss Theme)               | 2:16         |
| Общая длительность: | Общая длительность:                               | 35:41        |

## Оценки и мнения
| Сводный рейтинг       | Сводный рейтинг                                                                                        |
| Агрегатор             | Оценка                                                                                                 |
| --------------------- | --- |
| GameRankings          | - 87,02 % (PS4) - 86 % (PC) - 85,73 % (NS) - 83,30 % (XONE) - 91,25 % (NS (Plus) - 86,15 % (PS4 (Plus) |
| Metacritic            | 86/100 (PS4) 86/100 (NS) 84/100 (PC) 83/100 (XONE)                                                     |
| MobyRank              | 82/100 (NS) 79/100 (PS4)                                                                               |
| Иноязычные издания    | |
| Издание               | Оценка                                                                                                 |
| Destructoid           | 8/10                                                                                                   |
| Edge                  | 7/10                                                                                                   |
| EGM                   | 9/10                                                                                                   |
| Game Informer         | 8,5/10                                                                                                 |
| GameRevolution        | [ 38 ]                                                                                                 |
| GameSpot              | 9/10                                                                                                   |
| IGN                   | 8,7/10                                                                                                 |
| Nintendo World Report | 9/10                                                                                                   |
| OXM                   | 7/10                                                                                                   |
| PC Gamer (US)         | 82/100                                                                                                 |
| Polygon               | 7/10                                                                                                   |
| VideoGamer            | 7/10                                                                                                   |
| XboxAddict            | 93 %                                                                                                   |
| Retro Gamer           | 92 %                                                                                                   |
| Русскоязычные издания | |
| Издание               | Оценка                                                                                                 |
| «IGN Россия»          | 9,5/10                                                                                                 |
| «Игромания»           | 9/10                                                                                                   |
| «Канобу»              | 8/10                                                                                                   |

После выхода Sonic Mania получила восторженные отзывы от критиков. Рецензенты хвалили игровой процесс, увлекательную механику и музыкальное сопровождение, но к минусам отнесли относительно высокую сложность и технические недочёты. На сайтах GameRankings и Metacritic средняя оценка составляет 87,02 % и 86/100 в версии для PlayStation 4, 86 % и 84/100 для ПК, 85,73 % и 86/100 для Switch, 83,30 % и 83/100 для Xbox One соответственно. Игра заняла третье место в премии «Платформер года» по версии журнала «Игромания».
Иван Грибовский из IGN Russia выставил игре 9,5 баллов из 10, похвалив визуальный и левел-дизайн, разнообразие и оригинальность боссов, и высказал сожаление касательно малого количества новых зон. Сергей Цилюрик из Канобу выставил 8 баллов из 10, пожаловавшись на то, что игра слишком много заимствует из первоисточников, и пожелав чтобы «создатели Mania не опирались на старые части в этом вопросе и создали что-то свое».
Летом 2018 года, благодаря уязвимости в защите Steam Web API, стало известно, что точное количество пользователей сервиса Steam, которые играли в игру хотя бы один раз, составляет 168 633 человека.